# 荒くれKNIGHT
『荒くれKNIGHT』（あらくれナイト）は、吉田聡による日本の漫画作品。1995年から2005年まで『ヤングキング』（少年画報社刊）誌上で連載され、のち2006年1月16日号から同年12月26日号まで『月刊荒くれKNIGHTマガジン』誌上で連載再開された。2007年4月時点で『荒くれKNIGHT』全28巻の総売上げは1000万部を記録している。
本項では続編作品、また同作を原作として制作されたOVA、およびオリジナルビデオ・映画版についても記載する。

## 内容
本作は暴走族「BIKEPACK‐輪蛇」の3代目リーダー・善波七五十を中心とした青少年達の青春を描いた群像劇であり、神奈川県の湘南海岸近辺、および周辺地域を舞台としている。
登場人物たちは暴走族・ヤンキーが主となっているが、主人公の「善波七五十」率いる『輪蛇』は周囲から、既存の暴走族とは一線を画する半ば伝説の存在と目されている。一方で輪蛇のメンバーたちは何らかの欠陥を抱えた者たちが大半であり、輪蛇を「（自分たちのような）弱虫たちが集まって生きていくために作り上げた聖なる結界」や「学校」に例えており、服部のように輪蛇から「卒業」して一人立ちしていくキャラクターもいる。喧嘩やチーム同士の抗争が頻発する点においては既存の暴走族と同じだが、基本的に輪蛇が抗争するのは「自分たちの走る道」を守るためであり、喧嘩をせざるを得ないという状況（自分たちの性格も含めて）をどう克服していくかという点において苦悩している。
『湘南爆走族』の自己オマージュ的な作品であり『湘爆』を彷彿とさせるキャラクターが多数登場する。（本作と『湘爆』は完全に独立した別作品であり『湘爆』を知らない読者が楽しめないと言う事は全く無い）なお2006年に刊行された『月刊荒くれKNIGHTマガジン』には『湘爆』のアナザーストーリーが掲載された。
作品タイトルの『荒くれKNIGHT』は、もともと『湘南爆走族』の外伝の中の石川晃（いしかわあきら）が、心から仲間と呼べるチームのメンバーに出会う前、まだ荒くれていた中学時代を描いたエピソードタイトル『荒くれNIGHT』(コミックス『湘南爆走族 別巻』に収録)を発展させたもの。
『ヤングチャンピオン』（秋田書店）にて『黒い残響 完結編』が連載された後、下記のシリーズが同誌にてそれぞれ掲載。
1. 『荒くれKNIGHT リメンバー・トゥモロー』2018年No.7 - No.14
2. 『荒くれKNIGHT リメンバー・トゥモロー アフター・バーナー』2019年No.23 - 2019年No.6
3. 『荒くれKNIGHT リメンバー・トゥモロー ダークサイド・エンジェル』2019年No.8 - No.15
4. 『荒くれKNIGHT リメンバー・トゥモロー ダスライト リターン』20419年No.17 - 2020年No.16
5. 『荒くれKNIGHT リメンバー・トゥモロー ゴーストノート』2020年No.17 - 2021年No.8
6. 『荒くれKNIGHT リメンバー・トゥモロー デッドフラワー』2021年No.9 - 2021年No.24
7. 『荒くれKNIGHT リメンバー・トゥモロー SUPER BAD』2022年No.1 -

## 主要グループ

### 輪蛇 －LINDA－
三代目リーダー・善波七五十率いる湘南随一の荒くれ集団。「がらがら蛇」の「赤蛇」こと内海マコトによって、「がらがら蛇」から純粋に「走り」を求める仲間だけが集められ組織されたチームである。
メンバーの全員が蛇の絡まった十字架が刺繍された革ジャンを身に着けており、歴代のリーダーには同じく十字架をモチーフとしたリーダーズリングが継承されるなど、十字架をチームのシンボルとして掲げている。これは「がらがら蛇」に属していた頃の罪――同じ「仲間」であった「がらがら蛇」を壊滅させた罪――に対する贖罪といったニュアンスに加え、「リンダ」という1人の女性を象徴するものとしても扱われている。革ジャンは代々受け継がれており、善波の革ジャンは初代リーダー・内海、春間の革ジャンは二代目リーダー・木原のものである。
チームを守る為に組織の正確な情報はメンバー以外には容易に掴めないものとなっている。作中でも正確なメンバー数は明かされておらず、むしろ一切登場しないメンバーの方が多数と思われる。チームの存在自体が一部の不良や走り屋の間で噂される程度であり、「輪蛇」を知る者たち(他チームに属する者など)にとっては恐怖の代名詞として知れ渡っている。故に自分たちが喧嘩を仕掛けた相手が「輪蛇」であると判明した途端、手のひらを返したように謝罪する場面が随所に見られる。一方でその存在感から、ある程度の実力を伴うチームなどには、しばしば同盟や合併、或いは抗争に備えた情報収集を目的とした接触を受ける（ネイティブ・ドラゴンズは本編で描かれている唯一の友好チーム）ものの、これらの全ては跳ね除けられ、一貫して秘密は守られている。
三代目の主要メンバーは、リーダー・善波七五十を始め、牧紅音、藤木圭三、野呂貞治など、十数名が登場しており、いずれも喧嘩に於いては屈強の猛者である（詳細は登場人物を参照）。
二代目・輪蛇の（特に善波の加入時期頃の）エピソードもしばしば描かれており、二代目リーダー・木原を始め、堺、堂上、白田、武田、嘉納兄弟といったメンバーが登場している。

#### 裏輪蛇
輪蛇を裏から支える私設応援隊。
元は夜行蟲の最高幹部の一人、浅井亮率いる「浅井隊」の親衛隊と本隊の一部が輪蛇に対する恩義から設立した。輪蛇のエンブレムを上下逆にした革ジャンを着用しており、その存在を知る者は輪蛇メンバーですら限られている。牧の指示により動いていたが、のちに善波の判断により解散となった。その後、隊員だった村雨は輪蛇に加入している。

### 虎武羅－COBRA－
伊武恋二郎をリーダーとする湘南きっての実力派チーム。元は「がらがら蛇」の下部組織として設立された「パシリ」チームであった。その為、黎明期は強力なまとめ役が不在で「暫定リーダー」を庭住が務めていた。のちに黎明期を支えたメンバー・根岸に導かれリーダーとなった大鳥が圧倒的な存在感を放つ。そんな大鳥の下に花形、三田、鏑木、朝日、そして火仲などの猛者が集い次第に強大なチームへと変貌していく。時は流れ三代目・伊武の時代には輪蛇と肩を並べるほどのチームへと成長を遂げる。
「暫定リーダー」庭住の引退後は大鳥が「初代」リーダーを名乗る事になるが、その後を継いだ伊武は「三代目」を名乗っている。大鳥や後輩たちにとって真の「初代」は根岸であり根岸から大鳥、大鳥から伊武へと心の灯を受け継いだ「リーダーの系譜」はこの物語の主題である。
黒い残響 完結編にて黎明期からの詳しい遍歴が明かされている。
がらがら蛇の関連団体であると言う出自や一年戦争を生き延びたポテンシャル、同じ祖を持つ輪蛇との関係に大鳥らの合流など、黎明期から既に湘南のパワーバランスを左右する存在であった。そのため、湘南に野心を持つ組織はまず虎武羅に接触しようとする場合が多く、初期は輪蛇を超える湘南の火薬庫と化していた。伊武は比較的慎重なチーム運営姿勢を取っており、おいそれと抗争に介入はしないが、それでも輪蛇を標的とした騒動に巻き込まれることは少なくない。メンバー個々の能力が突出していない代わりに統率力に優れ、輪蛇と比べて非常時における構成員の暴発が少ない。劇中の描写では守りに力を発揮するチームである。

### がらがら蛇
かつて「赤蛇」「青蛇」と呼ばれる2人の人物がリーダーを務め、南関東一帯に悪名を轟かせた最凶最悪の集団。他のチームへの襲撃・吸収を経て南関東全域を支配する巨大な組織へと成長を遂げて行く中で、主に抗争や犯罪の指揮を「青蛇」が、バイクや仲間内の相談事などを「赤蛇」が担う形をとり始め組織内部の二極化が進むこととなる。また巨大となった組織は支部同士で相打つ事態となるなど統率が取れなくなってゆく。
やがて、リーダーの1人である赤蛇が「走り」を基本とするメンバーを引き連れ「がらがら蛇」からチームを割って「輪蛇」を結成する。これを裏切り行為とした青蛇は「がらがら蛇」を率いて「輪蛇」の壊滅を図り、「輪蛇」も自らの自由を得るために「がらがら蛇」との抗争に応じ、「一年戦争」と呼ばれる抗争の果てに、ついに「がらがら蛇」は壊滅した。
その後、「がらがら蛇」の残党は輪蛇への復讐を狙って虎武羅へ寄生を図るなど様々な策謀をめぐらしていく。

### 夜行蟲
総長・足立が絶対的統治のもと暗躍し支配。横須賀に本部を置き三浦半島一帯をテリトリーとしている。輪蛇・虎武羅と同様に組織の成り立ちには「がらがら蛇」が関係している。輪蛇壊滅・根絶やしを標榜し、宿命ともいえる輪蛇との因縁から度々抗争が勃発する。

## 登場人物

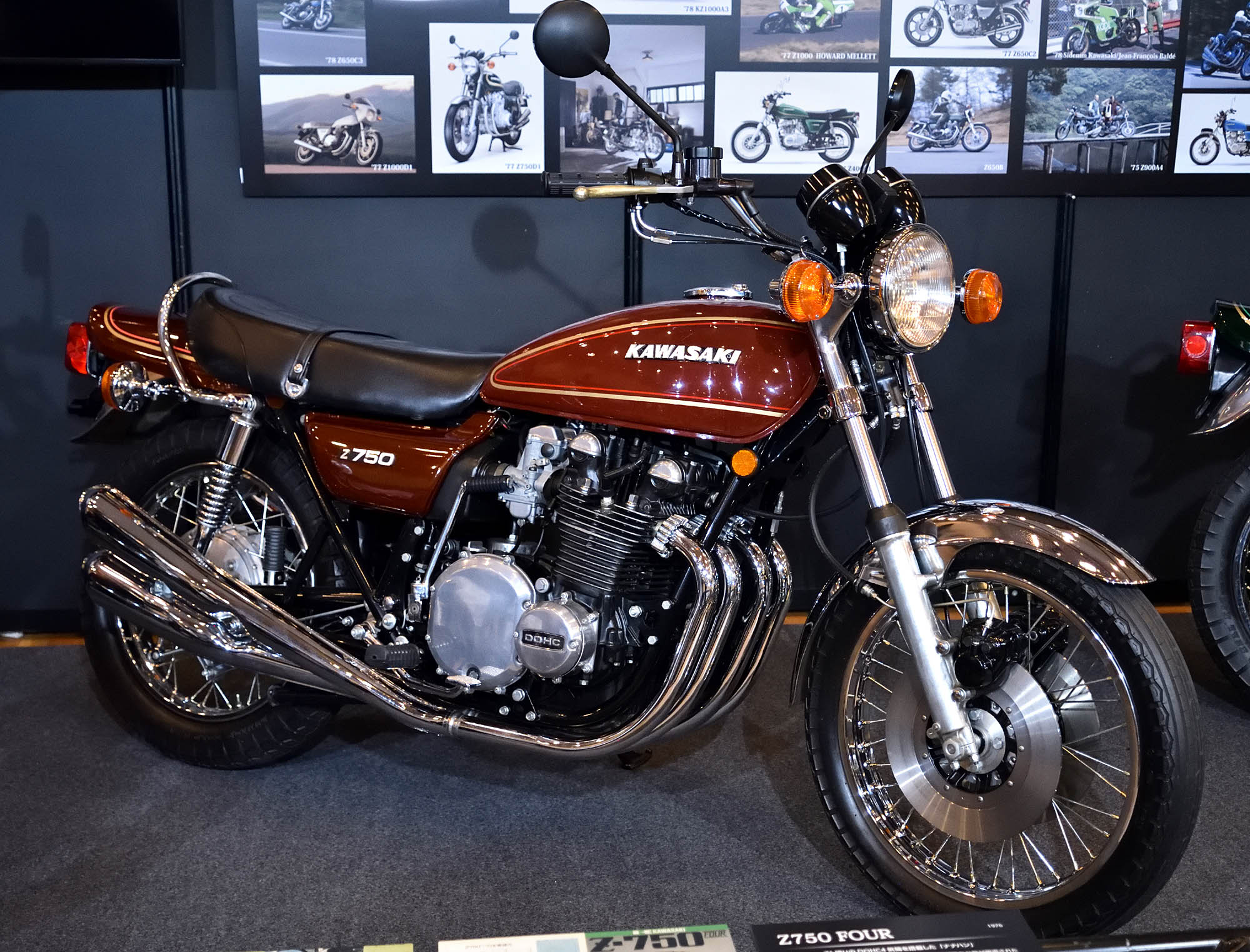
七五十の愛車であるカワサキ・750RS

善波 七五十（ぜんば ないと）
「輪蛇」の三代目リーダー。「真夜中の太陽」の異名を持つ。善波三兄弟の三男、18歳。通称「善波ちゃん」。愛車はZ-II。すさまじい喧嘩の強さとバイクの速さ、そしてカリスマでチームを引っ張る。
地域内では敵無しの不良だったが、二代目リーダーの木原にケンカを売って返り討ちに遭う。その後、幾度となく再戦を挑むうちに、木原の不思議な魅力に惹かれるようになる。やがて輪蛇へ加入し、木原からバイクテクニックや仲間の大切さ、人の心などを教え込まれ、後に三代目に任命された。
湘南周辺では現役ながら伝説的な存在で、不良で名前を知らない人間はいない。高校を休学して恋人であった雛子と結婚、晴山造園で働いていたが、のちに復学する。雛子との間に一人息子・ハジメがいる。
性格は女好きで、98人の女と関係していたが、99人目で妻の雛子と出会い100人斬りは達成できていない。傍若無人を絵に描いたような性格だが、一方では仲間のことを誰よりも深く思っており、仲間たちが笑えるように気遣っている。「真夜中の太陽」という異名はそのような七五十の性格を表した言葉であり、暗い路地裏で燻っている仲間たちを明るく照らしているということからきている。七五十のアパートは中心メンバーの溜まり場になっていたが、高校復学とともに家族ともども実家に引っ越す。
春間 勇樹（はるま ゆうき）
善波と並ぶ本編のもう1人の主人公。物語は彼の一人称からスタートする。通称「白骨街道のパシリ」。愛車は原付→CB400SF→マジェスティと乗り継いでいる。雛子の同級生だった姉を通じて善波と知り合い、憧れの輪蛇に入ることができた。当初は頼りない面もあったが、その持ち前の情熱で次第にチームの中でも存在感を示すようになり、4代目リーダーと目される存在になる。
性格は自ら「元気だけがとりえ」「善波さん愛」と言うような熱血漢。人間関係に力加減が出来ない性格からかつては友達が少なかったが、輪蛇加入以降は成長し、人望を得ている。
善波 雛子（ぜんば ひなこ）
七五十の妻。旧姓・三井。七五十からは「ハニー」、輪蛇のメンバーからは「ひなこちゃん」などと呼ばれている。七五十のストッパーになれる唯一の人物であり、輪蛇のメンバーで雛子に逆らえる者はいない。元々は会社重役の父親を持つお嬢様で、英検1級を持つ秀才である。偶然に七五十と出会い、恋に落ち結婚。ハジメを出産する。ちなみに玉子焼きを焦がすなど、料理は不得意である。
野呂 定治（のろ さだはる）
通称ノロ。愛車はBMW R100のサイドカー。身長195センチメートルの巨漢で「白骨街道の重戦車」の異名を持つ。
元々はラグビーで「重戦車」の異名を持つ有望なフッカーであったが、一方で同級生をイジメて学校から追い出すことを楽しみとするような歪んだ性格の持ち主であった。その後、輪蛇VS南部連合の際に喧嘩相手の七五十から木原の危機に呼び出されて輪蛇と縁を持ち、輪蛇に加入する。イジメについては七五十からさんざんにぶちのめされて矯正された。
性格はやや短絡的でチーム内でも先走る傾向にある。ゲームやガチャガチャが好きという子供っぽい面もある。春間が輪蛇へ加入した当初から、彼の教育係としてなにかと面倒を見てきたこともあり、親と喧嘩した際には当たり前のように春間の家に居候していたり、年末年始には毎年のように呼び出し共に過ごしたりするなど、春間とのエピソードが多く語られている。また、ラガーマン時代の親友とのエピソードを始め、彼に焦点を当てた話も、比較的多く描かれている。
元々は善波のケンカ相手だったが、善波に負けたのち、紆余曲折を経て輪蛇に入る。チームでは新メンバー加入の際のテスト役でもある。
牧 紅音（まき あかね）
通称マキ。愛車はドゥカティ 900MHR。「悪魔の電卓」の異名を持つ。才気煥発。頭脳明晰。善波の懐刀を自認する輪蛇の大番頭。善波が全幅の信頼を置いておりチームを闇から支える私設応援隊「裏輪蛇」とも唯一繋がりをもつ。
中学生の頃からその非凡な頭脳で地元の仲間をまとめ暴力をゲームとする日々を、迷い続け苦しみながらもやめることが出来ず送っていた。善波に出会い自分には無い不思議な魅力に惹かれ「仲間」となる。後に百目小僧との抗争の際に二代目輪蛇・木原を助けており、この頃輪蛇入りしたものと見られる。
藤木 桂三（ふじき けいぞう）
通称ケーゾー。愛車はMVアグスタ 750Sport。「白骨街道の道化師」の異名を持つ。
善波と同い年で同期のメンバー。輪蛇に入ったのは善波よりも前。明るい性格で人脈の広さでは輪蛇一。その人脈を使って情報収集に当たることが多く、三代目輪蛇では牧に次ぐ頭脳派。いつもストローをくわえている。おでこの後退を気にしている。実家は蕎麦屋を営んでおり、兄が店を継いでいる。作中では、ケーゾー本人も手伝っている姿が描かれている。また、ロックンローラーであり、エレキギターを弾く。
野口 日出男（のぐち ひでお）
通称ヒデオ。善波たちと同期のメンバー。「白骨街道の掃除人」の異名を持つ一方、「白骨街道のクズ」・「ただの悪人」などとも評される。よく入院する。
両親が離婚しており、長距離トラック運転手をしている父親と暮らしているが、ほとんどひとり暮らしに近い。泥棒や犯罪行為が得意で、ツーリングやレースの際も盗難車を使用する。善波に負けず劣らぬ女好きで、関係した女とは常にエロ写真やビデオを撮影して、関係を切るときやゆするときに使う。だが、子供や動物に優しく振舞う場面やピアノが弾けるなどの意外な一面も持つ。
輪蛇の中でも素行は最悪で、女性関係・ユスリ・タカリ・窃盗などの他、チームステッカーを無断で売りさばく常習者。しかしその行動は善波他のメンバーたちに心配してほしいという気持ちの裏返しであり、輪蛇に対する依存度は著しい。
木下 喜一（きのした きいち）
通称キイチ。善波たちと同期のメンバー。愛車はGSX1100S KATANA。「白骨街道の哲学者」の異名を持つ。
普段はパジャマ姿に輪蛇のエンブレムの入ったヘルメット、後半にはパジャマは上半身だけで下半身は裸であることが多い。常に鼻水を垂らし、相手を選ばず「100円ちょうだい」と小銭をせびるなど、とぼけた言動が多い。それでも、かつては三代目・輪蛇の座を巡って七五十と張り合ったほどの実力の持ち主。折に触れてかつての真面目なキャラに戻ることもしばしばあり、本人曰く「闇のパワーを吸う」ことで頭が冴えてくるとのこと。
一時期、真面目なキャラでいる時間が長くなったことがあり、その折、かねてより不真面目極まりないリーダーである七五十に業を煮やし、リーダーの座を狙ってクーデターを画策したこともある。
木村 清（きむら きよし）
通称キヨシ。善波たちと同期のメンバー。元は「川崎の喧嘩師」の異名を持っていた。
高校には通っておらず、働いている建設会社の寮に住んでいる。パンクでクールな外見とは裏腹に純情で情熱家。
服部 大輔（はっとり だいすけ）
通称ハットリ。善波たちと同期のメンバー。輪蛇加入前は自らのグループを率いていた。
叔父夫婦が経営する解体屋「服部商会」に寝泊まりしている。
本当の強さを求め、輪蛇に加入する。その際、「誰かに怖がれるより頼られる強さを選ぶ」と善波に約束したことにより、普段はあまり表立った行動はせず情報戦でチームを陰から支える。同様の経緯から、同期のメンバーにも敬語を使うことが多い。
青木 光邦（あおき みつくに）
通称アオキ。善波達と同期のメンバー。かつての愛車はV-MAXで、｢輪蛇の直線番長｣の異名を持っていた。
昼間は｢スーパーかもめ堂｣でバイトし夜間は定時制高校に通っているため、忙しくメンバーと遊ぶ時間が少なく単車も手放してしまっている。コワモテ。片思いすることが多い。
秋山　悟（あきやま　さとる）
春間の同期の中では唯一名前のある輪蛇のメンバー。いつもは喫茶店「FANTOM」でバイトをしている。
村雨（むらさめ）
夜行蟲、裏輪蛇を経て輪蛇に加入した経緯を持ち、牧の後輩でもある。善波の下というよりも春間の下につくことを選んだ。
過去の経歴から情報収集を得意としており、牧をして「旗頭を守るチーム最大の重鎮になれる」と言われるが、同時に夜行蟲時代の危うさも持ち合わせており、扱い方を間違えれば輪蛇をバラバラにしてしまう恐れもあるほど。
春間とは同学年だが、敬語で接している。
伊武 恋二郎（いぶ こいじろう）
輪蛇のライバルチーム「虎武羅」のリーダー。愛車は善波と同様Z-IIであったが、後にTMAX。
なにかと善波をライバル視しており、彼を「イモ」と形容する。学校では生徒会長を務めており、副会長の後輩女子と親しい仲にある。オフ会を開くほどパソコン好きで、時にはその言動によりチームメンバーが振り回されることも。

## 荒くれKNIGHT 黒い残響 完結編
『ヤングチャンピオン』（秋田書店刊）誌上で2007年No.20（2007年9月25日号）から2016年No.6（2016年2月23日発売）まで連載。
大鳥大悟を主人公とし、虎武羅の過去を描く外伝作品。

### あらすじ
春間を中心に四代目・輪蛇が形成されつつある中、春間のライバルを自認する井脇は、自身がナンバー2を務めていたローグスを離脱し己が進むべき道を見失っていた。井脇はローグスが手本としていた虎武羅に加入するも迷走は収まらなかった。そんな井脇の嘆願を受け稲垣は虎武羅の黎明期について話し始める…。
「がらがら蛇」から「輪蛇」が割って出たことにより勃発した「一年戦争」の末期。潰し屋「花鳥風月」の「鳥」こと大鳥大悟は輪蛇を潰す計画の一環として虎武羅に近づくがチームの中心人物・根岸に感銘を受け、後の「輪蛇」二代目リーダー木原篤をはじめとする様々な人々との出会いの中で次第にその考え・生き方を変えていく。

### 主要登場人物
大鳥 大悟（おおとり だいご）
元は名うての潰し屋「花鳥風月」の「鳥」として各地を放浪し、幾つもの不良グループを崩壊に導いて来た。輪蛇を潰す計画の一環として虎武羅に近付くが、当時チームの中心的な位置にいた根岸に感銘を受ける。根岸らが去った後は虎武羅の「初代」リーダーとなる。喧嘩では無敵の強さを誇る巨漢だが、酒は弱い。「花鳥風月」時代のダメージが身体を蝕んでおり、喧嘩師として残された寿命は短い。
根岸（ねぎし）
通称ネギ。黎明期・虎武羅の中心的な人物の1人。温厚な人物だが中学時代は有名な暴れ者だった。何故か大鳥に慕われており、その交流の中で彼に友達や仲間を信じる気持ちを伝えた。大鳥は彼の言葉には素直に従い、彼も大鳥の蛮行を体当たりで止めるなど、不思議な信頼関係で結ばれていた。実家が再開発計画地区に入っており、チーム引退と同時に町からも去って行ったが、その言動は大鳥に大きな影響を与え、さらに大鳥を通じて虎武羅の後輩たちに伝えられていく。そのため虎武羅では伝説的な人物として語り継がれている。
花形 秀政（はながた ひでまさ）
かつて大鳥と潰し屋「花鳥風月」の「花」として活動していた。風林館空手三段。風林館では伝説的な人物。潰し屋から離脱し虎武羅に肩入れする大鳥に制裁を加えるべくやって来た。「魔人」の用心棒として大鳥と激突するが、その戦いの中で虎武羅のメンバーシップに触れ、潰し屋の廃業を決心する。それ以降は大鳥の虎武羅に合流し、チームの中核を担うようになる。大鳥と同じく、全身に癒えない古傷を抱えており、最終的には花鳥風月の1人風間とともに傷を癒すために虎武羅を離れることになった。
鏑木（かぶらぎ）
通称カブ。喧嘩では大物喰いとして知られ、「シャチ」の異名を持つ。花形や三田と共に虎武羅のエースとして活躍する。黎明期から在籍する最古参メンバー。
三田 則夫（みた のりお）
通称サンタ。「クジラ」の異名の通りの力持ちである。初代・虎武羅からのメンバーだが、一時は幽霊部員状態になっていた。「魔人」との戦いに参加し、先輩や大鳥の姿に胸を打たれる。その後、本格的に虎武羅に復帰する。足に爆弾を抱えており、百目小僧との戦いの後に虎武羅を去った。
火仲（ほなか）
「電気クラゲ」の異名を持つ暴れ者。最初はがらがら蛇の残党による虎武羅の乗っ取り計画に加わっていたが、具体的な行動を起こす前に輪蛇に手勢を潰される。その後、虎武羅とがらがら蛇の戦いで大鳥らの姿に心を打たれ、虎武羅に加入した。虎武羅加入後は荒事の要として活躍する。また、思想的にも虎武羅の理念を深く理解した人物。解体屋「服部商会」で大鳥のマシンを組み上げるなど、バイクに対する造詣は深い。（大鳥虎武羅でバイクに乗れるのが判明しているのは、大鳥、火仲、朝日の3人のみ）
庭住（にわずみ）
黎明期・虎武羅の暫定リーダー。虎武羅のメンバーががらがら蛇に歯向かったことで潰されそうになったチームを守るため、各方面に頭を下げて回った。消極的な選択が祟り、魔人やがらがら蛇の陰謀にチームを利用されてしまう。魔人戦後には静かにフェイドアウトするつもりだったが、花形の発奮に応えてついにがらがら蛇と戦った。
坪田（つぼた）
通称ツボ。黎明期・虎武羅のメンバー。中学時代は根岸や松岡の喧嘩相手だった。根岸が町を去るのと同時に引退し、専門学校に戻っていった。
松岡（まつおか）
黎明期・虎武羅のメンバー。根岸とは中学時代からの付き合い。みじめな虎武羅の境遇に嫌気がさしてチームを見限っていたが、魔人との戦いに駆け付ける。
木原 篤（きはら あつし）
後に二代目・輪蛇のリーダーとなる男。まだ一匹狼のチンピラとして町で暴れていた時期に大鳥と出会い、対立していたこともある。
内海 マコト（うちうみ マコト）
「赤蛇」の異名を持つ、初代・輪蛇のリーダー。大鳥とは一度だけニアミスする。
嘉納（かのう）
兄弟ともに「狂犬」の異名を持つ。二代目・輪蛇のメンバー。弟は虎武羅を気に入っているふしがあり、彼岸花に入り浸ったり、虎武羅のスカジャンを着たりしている。
白田（しろた）
「白骨街道の殺し屋」の異名を持つ。二代目・輪蛇のメンバー。木原とは輪蛇加入前からの付き合い。輪蛇が外部とコンタクトを取る際に、よく姿を現わす。後にシンナー中毒となってしまっていたが、『黒い残響』の時にはまだまともである。
堺（さかい）
二代目・輪蛇ではリーダー補佐を務めることになる重鎮。初代でも赤蛇の名代で木原にメッセージを伝えるなど重要な役割を演じている。
神楽（かぐら）
二代目・輪蛇の一員。だが、二代目が次への繋ぎという立場に納得しておらず、木原の命令を無視して単独で大鳥に戦いを挑むが、大鳥の人格に触れて逆に虎武羅に加入する。飄々としているが輪蛇の中でも有数の猛者だった。実際は木原の命令でスパイとして大鳥の動きを監視するために虎武羅に潜入したが、逆に大鳥に惹かれてしまい、虎武羅とも輪蛇ともいえる立場になった。
矢又 零児（やまた れいじ）
初代・百目小僧のリーダー。火仲とは中学時代から抗争を続けていた。自分の境遇に疑問を持っており、大鳥に倒された後に虎武羅に加入する。虎武羅加入後は参謀的な活躍が多い。百目小僧自体は三代目・輪蛇の時代まで存続しており、特に二代目・輪蛇とは激しい抗争を演じた。「虎武羅の矢又」よりも「元百目の矢又」としての知名度の方が高く、組織を束ねる能力の高さは輪蛇でも高く評価されている。
青梅（おうめ）
「シャドウズ」の幹部。風林館空手三段。自分の力を試すべく大鳥に戦いを挑むが返り討ちに遭う。戦いを通じて大鳥に惚れ込み、騒動の終結後に花形と入れ替わる形で虎武羅に加入する。
知恵蔵（ちえぞう）
「シャドウズ」のリーダー。風林館空手二段。元は青梅の舎弟だったが、己の名を残すことに執着し暴走を始める。シャドウズを結成し、大鳥に挑むが完敗。大鳥に108発殴られ性格が変わる。虎武羅本隊に加入するのは恐れ多いと、ユーレイズを選ぶ。
風間（かざま）
「花鳥風月」の「風」。大鳥らと潰し屋「花鳥風月」として活躍していた。虎武羅に戦いを仕掛けたシャドウズに接近し、花形と接触しようとする。中国拳法の使い手。
若月（わかつき）
「花鳥風月」の「月」。大鳥らと潰し屋「花鳥風月」として活躍していたが、最初に身体が限界を迎え離脱した。
井脇（いわき）
「ローグス」のナンバー2を務めていたが、リーダーである渡場が自分の弟にチームを譲ると宣言したことがきっかけでチームを離脱した。迷いの中にあり、虎武羅の門を叩く。春間と因縁があり、ライバル視している。また、村雨は四代目・輪蛇への勧誘を考えていた。外見だけは大鳥にそっくり。
稲垣 豊（いながき ゆたか）
三代目・虎武羅のメンバー。井脇の教育係的な存在で、虎武羅黎明期の話を語って聞かせる。

### がらがら蛇四天王
「赤蛇」「青蛇」の下で兵隊たちを統率していた最高幹部たち。がらがら蛇壊滅後は青蛇と共に姿を消し、輪蛇への復讐を果たそうと暗躍している。がらがら蛇残党を狩る輪蛇でも、四天王に対しては1人で近づいてはいけないとされており、木原が「慎重に行動するよう」に厳命するほど。木原曰く「軍事兵器並みの強さ」らしく、大鳥とタイマンで対等に戦えるほど。輪蛇を倒すために様々な理由で虎武羅に近づく。

#### 構成員
牢山（ろうやま）
元「がらがら蛇」の四天王の1人で、「紅組」のリーダー。残党の4人と共に黎明期の虎武羅を乗っ取り、新生がらがら蛇を復活させようとしていた。しかし、新生がらがら蛇は行動を起こす前に輪蛇に潰され、牢山と残党4人は虎武羅によって撃退される。青蛇曰く、四天王の中で最も忠誠心が薄い。
美濃原 武志（みのはら たけし）
元「がらがら蛇」の四天王の1人で、「白組」のリーダー。「超人」や「伝説の喧嘩師」と呼ばれ、デコピンだけで相手を飛ばすなど、常人を超えた身体能力を持つ。がらがら蛇と輪蛇との抗争自体は既に終わったことだと納得しているが、輪蛇の一人勝ち状態は快く思っていない。虎武羅を輪蛇に対抗出来得る勢力に育てようと、大鳥にがらがら蛇の名前を継承させようと持ちかけるが断られる。その後は結城とその仲間達である「ユーレイズ」の面倒を見ている。「青組」のリーダー疼木曰く、友達思いだから青蛇や他の四天王を裏切れなかった(輪蛇に誘われていたが、それを断っていた)らしく、赤蛇に対しては今でも友達だと思っている。
疼木（うずき）
元「がらがら蛇」四天王の1人で、「青組」のリーダー。大鳥を輪蛇にぶつけ共倒れを狙うが、最後は大鳥と戦い敗北した。美濃原が自分よりも正しい方法で輪蛇への落とし前をつけようとしていることを知り、最後の四天王である「黒組」のリーダー二道の情報を残して姿を消した。
二道（にどう）
元「がらがら蛇」四天王の1人で、「黒組」のリーダー。青蛇を旗頭とする「蟲」を設立し育て、輪蛇ではなく虎武羅を潰すために暗躍する。

#### 関連人物
朝日（あさひ）
美濃原が育てて来た弟分。正式な虎武羅のメンバーではないが、影に日向に虎武羅のサポートを行う。
結城（ゆうき）
美濃原に近付くべく百目小僧を利用する。美濃原の下に就いて以降、虎武羅とは付かず離れずの関係。結城とその仲間達は「ユーレイズ」と呼ばれており、事実上の虎武羅の二次団体。

## 荒くれKNIGHT リメンバー・トゥモロー
『黒い残響 完結編』完結後、『ヤングチャンピオン』誌上で2018年No.7から連載されている。

### 登場人物（リメンバー・トゥモロー）
恒河 俊
天城

## 書誌情報
少年画報社
- 『荒くれKNIGHT』、少年画報社〈ヤングキングコミックス〉、全28巻。第28巻は「天空地獄変」の副題付。
  1. 1996年6月1日発売、ISBN 4-7859-1519-6
  2. 1996年10月31日発売、ISBN 4-7859-1541-2
  3. 1997年1月1日発売、ISBN 4-7859-1549-8
  4. 1997年4月14日発売、ISBN 4-7859-1562-5
  5. 1997年7月9日発売、ISBN 4-7859-1582-X
  6. 1997年8月8日発売、ISBN 4-7859-1588-9
  7. 1997年11月21日発売、ISBN 4-7859-1808-X
  8. 1998年5月15日発売、ISBN 4-7859-1831-4
  9. 1998年7月8日発売、ISBN 4-7859-1851-9
  10. 1998年10月8日発売、ISBN 4-7859-1874-8
  11. 1999年1月11日発売、ISBN 4-7859-1889-6
  12. 1999年4月21日発売、ISBN 4-7859-1909-4
  13. 1999年7月7日発売、ISBN 4-7859-1925-6
  14. 1999年9月8日発売、ISBN 4-7859-1938-8
  15. 1999年12月6日発売、ISBN 4-7859-1957-4
  16. 2000年4月4日発売、ISBN 4-7859-1979-5
  17. 2000年7月27日発売、ISBN 4-7859-2011-4
  18. 2000年10月26日発売、ISBN 4-7859-2036-X
  19. 2001年1月13日発売、ISBN 4-7859-2054-8
  20. 2001年5月25日発売、ISBN 4-7859-2088-2
  21. 2001年7月11日発売、ISBN 4-7859-2102-1
  22. 2001年9月5日発売、ISBN 4-7859-2118-8
  23. 2001年11月8日発売、ISBN 4-7859-2136-6
  24. 2002年1月11日発売、ISBN 4-7859-2155-2
  25. 2002年3月14日発売、ISBN 4-7859-2172-2
  26. 2002年8月31日発売、ISBN 4-7859-2214-1
  27. 2002年11月1日発売、ISBN 4-7859-2248-6
  28. 2003年4月9日発売、ISBN 4-7859-2296-6
- 『荒くれKNIGHT 高校爆走編』、少年画報社〈ヤングキングコミックス〉、全11巻
  1. 2004年1月1日発売、ISBN 4-7859-2379-2
  2. 2004年1月1日発売、ISBN 4-7859-2380-6
  3. 2004年5月15日発売、ISBN 4-7859-2410-1
  4. 2004年10月1日発売、ISBN 4-7859-2454-3
  5. 2005年1月15日発売、ISBN 4-7859-2489-6
  6. 2005年6月1日発売、ISBN 4-7859-2532-9
  7. 2005年10月1日発売、ISBN 4-7859-2568-X
  8. 2005年12月9日発売、ISBN 4-7859-2589-2
  9. 2006年4月26日発売、ISBN 4-7859-2638-4
  10. 2006年11月10日発売、ISBN 4-7859-2708-9
  11. 2006年12月26日発売、ISBN 4-7859-2732-1

秋田書店
- 『荒くれKNIGHT』、秋田書店〈少年チャンピオンコミックス〉、全28巻。少年画報社刊単行本の再編集。
  1. 2008年10月8日発売[5]、ISBN 978-4-253-21491-9
  2. 2008年10月8日発売[6]、ISBN 978-4-253-21492-6
  3. 2008年11月7日発売[7]、ISBN 978-4-253-21493-3
  4. 2008年11月7日発売[8]、ISBN 978-4-253-21494-0
  5. 2008年12月8日発売[9]、ISBN 978-4-253-21495-7
  6. 2008年12月8日発売[10]、ISBN 978-4-253-21496-4
  7. 2009年1月8日発売[11]、ISBN 978-4-253-21497-1
  8. 2009年1月8日発売[12]、ISBN 978-4-253-21498-8
  9. 2009年2月6日発売[13]、ISBN 978-4-253-21499-5
  10. 2009年2月6日発売[14]、ISBN 978-4-253-21500-8
  11. 2009年3月6日発売[15]、ISBN 978-4-253-21501-5
  12. 2009年3月6日発売[16]、ISBN 978-4-253-21502-2
  13. 2009年4月8日発売[17]、ISBN 978-4-253-21503-9
  14. 2009年4月8日発売[18]、ISBN 978-4-253-21504-6
  15. 2009年5月8日発売[19]、ISBN 978-4-253-21505-3
  16. 2009年5月8日発売[20]、ISBN 978-4-253-21506-0
  17. 2009年6月8日発売[21]、ISBN 978-4-253-21507-7
  18. 2009年6月8日発売[22]、ISBN 978-4-253-21508-4
  19. 2009年7月8日発売[23]、ISBN 978-4-253-21509-1
  20. 2009年7月8日発売[24]、ISBN 978-4-253-21510-7
  21. 2009年8月7日発売[25]、ISBN 978-4-253-21526-8
  22. 2009年8月7日発売[26]、ISBN 978-4-253-21527-5
  23. 2009年9月8日発売[27]、ISBN 978-4-253-21528-2
  24. 2009年9月8日発売[28]、ISBN 978-4-253-21529-9
  25. 2009年10月8日発売[29]、ISBN 978-4-253-21530-5
  26. 2009年10月8日発売[30]、ISBN 978-4-253-21581-7
  27. 2009年11月6日発売[31]、ISBN 978-4-253-21582-4
  28. 2009年11月6日発売[32]、ISBN 978-4-253-21583-1
- 『荒くれKNIGHTキャラクターブック THE BIBLE OF KNIGHTS－荒くれたちの聖典－』
  - 2009年7月20日発売、ISBN 978-4-253-21490-2
  - 単行本未収録エピソード「荒くれKNIGHT外伝　あなたがくれた風II」収載[33]。
- 『荒くれKNIGHT 黒い残響完結編』、秋田書店〈ヤングチャンピオンコミックス〉、全20巻
  1. 2008年7月18日発売[34]、ISBN 978-4-253-14973-0
  2. 2008年12月19日発売[35]、ISBN 978-4-253-14974-7
  3. 2009年6月19日発売[36]、ISBN 978-4-253-14975-4
  4. 2009年12月18日発売[37]、ISBN 978-4-253-14976-1
  5. 2010年5月20日発売[38]、ISBN 978-4-253-14977-8
  6. 2010年10月20日発売[39]、ISBN 978-4-253-14978-5
  7. 2011年4月6日発売[40]、ISBN 978-4-253-14979-2
  8. 2011年9月20日発売[41]、ISBN 978-4-253-14980-8
  9. 2012年1月20日発売[42]、ISBN 978-4-253-14989-1
  10. 2012年6月20日発売[43]、ISBN 978-4-253-14990-7
  11. 2012年11月20日発売[44]、ISBN 978-4-253-15126-9
  12. 2013年4月19日発売[45]、ISBN 978-4-253-15127-6
  13. 2013年11月20日発売[46]、ISBN 978-4-253-15128-3
  14. 2014年4月18日発売[47]、ISBN 978-4-253-15129-0
  15. 2014年10月20日発売[48]、ISBN 978-4-253-15130-6
  16. 2015年3月20日発売[49]、ISBN 978-4-253-15131-3
  17. 2015年7月17日発売[50]、ISBN 978-4-253-15132-0
  18. 2015年10月20日発売[51]、ISBN 978-4-253-15133-7
  19. 2016年2月19日発売[52]、ISBN 978-4-253-15098-9
  20. 2016年3月18日発売[53]、ISBN 978-4-253-15135-1
- 『荒くれKNIGHT リメンバー・トゥモロー』、秋田書店〈ヤングチャンピオンコミックス〉、既刊10巻（2022年3月17日現在）
  1. 2018年11月20日発売[54]、ISBN 978-4-253-14186-4
  2. 2019年5月20日発売[55]、ISBN 978-4-253-14187-1
  3. 2019年9月19日発売[56]、ISBN 978-4-253-14188-8
  4. 2020年2月20日発売[57]、ISBN 978-4-253-14189-5
  5. 2020年8月20日発売[58]、ISBN 978-4-253-14631-9
  6. 2020年11月20日発売[59]、ISBN 978-4-253-14632-6
  7. 2021年3月18日発売[60]、ISBN 978-4-253-14658-6
  8. 2021年7月19日発売[61]、ISBN 978-4-253-14659-3
  9. 2021年11月18日発売[62]、ISBN 978-4-253-14660-9
  10. 2022年3月17日発売[63]、ISBN 978-4-253-14661-6

## 映像作品

### OVA
東映Vアニメのレーベルで東映ビデオより、全2巻で発売。2004年5月21日に、2巻分を1本にまとめたDVDもリリースされた。
- 新・湘南爆走族 荒くれナイト 第一章（1997年9月12日発売）
- 新・湘南爆走族 荒くれナイト2 死神たちの公道レース 第二章（1998年9月11日発売）

キャスト
- 善波七五十：置鮎龍太郎
- 春間勇樹：石田彰
- 花沢小梅：笠原留美
- 善波雛子：野上ゆかな
- 藤木桂三：中井和哉
- 野呂定治：江川央生
- 牧紅音：遠藤守哉（1）、速水奨（2）
- 野口ヒデオ：林延年
- 伊武恋二郎：梁田清之
- 土門：石川英郎
- 尾黒竜二：田中一成
- 足立：銀河万丈
- 知地岩：磯部弘
- 天野：金丸淳一
- 倉田慎：土門仁
- 橘直也：野島健児
- 相原知比呂：天野由梨
- 克彦：飛田展男

スタッフ
- 原作：吉田聡
- 企画：戸田利吉郎
- プロデューサー：高橋尚子、西川正
- 総監督：西沢信孝
- 監督：今村隆寛
- 脚本：清水東
- キャラクターデザイン：西城隆詞、石川晋吾
- 作画監督：石川晋吾
- 美術監督：徳重賢
- 音楽：平井光一、勝又隆一
- 製作：東映ビデオ
- 製作協力：東映動画、トランスアーツ

主題歌
- エンディングテーマ「Stand by U!」
  - 歌：笠原留美

### Vシネマ
東映Vシネマレーベルで東映ビデオよりVHSでリリース。2004年にDVD化リリースされた。
- 1998年 「新・湘南爆走族 荒くれKNIGHT」大滝純主演（元PENICILLIN GISHO）
- 1998年 「新・湘南爆走族 荒くれKNIGHT 2」大滝純主演
- 1999年 「新・湘南爆走族 荒くれKNIGHT 3」押尾学主演
- 1999年 「新・湘南爆走族 荒くれKNIGHT 4」押尾学主演

映画の続編のオリジナルビデオ版は、下記#映画を参照。

### 映画
「荒くれKNIGHT 最凶暴走族「がらがら蛇」VS湘南最強BIKEPACK「輪蛇」」
2007年4月28日公開。配給「トルネード・フィルム」（2008年1月25日、ポニーキャニオンより「荒くれKNIGHT~襲名編~」という題名でDVDが発売された）。
「荒くれKNIGHT~激闘編~」
2007年9月19日DVD発売。販売元「ポニーキャニオン」。劇場公開の無いオリジナルビデオだが、続編であるため併記する。
キャスト
- 善波七五十：城田優
- 三井雛子：安田美沙子
- 木原篤：小谷嘉一
- 宮田直美：白鳥百合子
- 藤木桂三：早田剛
- 牧紅音：野久保直樹
- 野呂定治：佳本周也
- 春間勇樹：鎌苅健太(友情出演)
- 井関：藤田玲(特別出演)
- 安岡登：加治将樹
- Zファミリー

スタッフ
- 監督：広田幹夫
- 脚本：高木裕治
- 製作委員会：「荒くれKNIGHT」製作委員会(ポニーキャニオン／フォーサイド・ドット・コム ／ トルネード・フィルム)
- 配給：トルネード・フィルム